# Felix Pirani
Pour les articles homonymes, voir Pirani.
Felix Arnold Edward Pirani (2 février 1928 - 31 décembre 2015) est un physicien britannique théoricien spécialisé en physique gravitationnelle et relativité générale,,.
Pirani et Hermann Bondi ont écrit une série d'articles (de 1959 à 1989) qui ont établi l'existence de solutions d'onde plate pour les ondes gravitationnelles basées sur la relativité générale,.